# Amanda Jennings
Amanda Jennings (* 1973 in London) ist eine britische Schriftstellerin.

## Leben
Amanda Jennings wuchs in einem Dorf in der ländlich geprägten Grafschaft Berkshire im Süden Englands auf. Die Tochter einer Architektin studierte zunächst Architektur, wechselte jedoch nach einem Jahr ins Fach Kunstgeschichte und schloss ihr Studium an der University of Cambridge ab, wo sie in der Folgezeit auch unterrichtete. Später war sie eine Zeitlang bei der BBC in der Produktion tätig.
Sie wandte sich letztlich jedoch zur Gänze ihrer eigentlichen Begabung, dem Schreiben, zu und veröffentlichte mehrere psychologische Spannungsromane, deren Schauplätze oft in Cornwall liegen. Ihr literarisches Debüt gab Jennings 2012 mit dem Roman Sworn Secrets, der ein internationaler Bestseller wurde und mittlerweile auch in einer italienischen und einer chinesischen Übersetzung erschien. Mit The Judas Scar, In Her Wake und The Cliff House folgten in den Jahren 2014, 2016 und 2018 drei weitere Werke. Der Bastei-Lübbe-Taschenbuchverlag veröffentlichte im Jahr 2017 die deutsche Ausgabe von In Her Wake unter dem Titel Euer dunkelstes Geheimnis.
Jennings ist regelmäßige Gastmoderatorin im wöchentlichen Book Club von BBC Radio Berkshire und spricht gern auf Literaturfestivals, in Bibliotheken und Buchclubs. Beim jährlichen Henley Youth Festival ist sie regelmäßig als Jurorin beim Wettbewerb Kreatives Schreiben tätig. Sie engagiert sich zudem ehrenamtlich beim Projekt WoMentoring, bei dem erfolgreiche Autorinnen junge Nachwuchsautorinnen kostenlos als Mentorinnen unterstützen und fördern.
Sie lebt mit ihrem Ehemann und ihren drei Töchtern in Henley-on-Thames in der Grafschaft Oxfordshire.

## Werke
- Sworn Secret. Canvas, London 2012, ISBN 978-1-84901-969-9 (englisch).
- The Judas Scar. Cutting Edge Press, London 2014, ISBN 978-1-908122-71-1 (englisch).
- In Her Wake. Orenda Books, 2016, ISBN 978-1-910633-29-8 (englisch).
  - Euer dunkelstes Geheimnis. Bastei Lübbe Taschenbuch, Köln 2017, ISBN 978-3-404-17647-2 (Deutsch von Christina Neuhaus).
- The Cliff House. Harper Collins, London 2018, ISBN 978-0-00-825036-2 (englisch).